# Henri Oreiller
Henri Oreiller (ur. 5 grudnia 1925 w Paryżu, zm. 7 października 1962 tamże) – francuski narciarz alpejski oraz kierowca rajdowy, trzykrotny medalista olimpijski i trzykrotny medalista mistrzostw świata.

## Kariera
Pierwszy sukces w karierze Henri Oreiller osiągnął w 1947 roku, kiedy został mistrzem Francji w slalomie. Rok później wystąpił na igrzyskach olimpijskich w Sankt Moritz, gdzie już w swoim pierwszym starcie, biegu zjazdowym, zdobył złoty medal. Zjazd rozgrywano na igrzyskach po raz pierwszy w historii, Oreiller został tym samym pierwszym mistrzem olimpijskim w tej konkurencji. W zawodach tych wyprzedził bezpośrednio Austriaka Franza Gabla oraz Szwajcarów: Karla Molitora i Rolfa Olingera, którzy ex aequo zajęli trzecie miejsce. Dwa dni później zwyciężył także w kombinacji, wyprzedzając Molitora oraz swego rodaka, Jamesa Coutteta. Na tych samych igrzyskach wywalczył również brązowy medal w slalomie, w którym lepsi byli jedynie Edy Reinalter ze Szwajcarii i James Couttet. Na rozgrywanych dwa lata później mistrzostwach świata w Aspen był czwarty w slalomie gigancie, przegrywając walkę o medal ze swym rodakiem Jamesem Couttetem o 0,5 sekundy. Brał również udział w igrzyskach olimpijskich w Oslo w 1952 roku, jednak ani razu nie znalazł się w czołowej dziesiątce. W zjeździe był czternasty, a rywalizację w gigancie zakończył na szesnastej pozycji. Po tym zakończył karierę narciarską.
Od drugiej połowy lat 50. skupił się na rajdach samochodowych. Wygrał między innymi mistrzostwa Francji samochodów sportowych Tour de France automobile w 1959 roku, rajd Lyon-Charbonnières w 1961 roku (oba za kierownicą Alfa Romeo Giulietta), a także rajd Lyon-Charbonnières, Ralley du Limousin i Ralley de Lorraine w 1962 roku (za kierownicą Ferrari 250 GTO). W październiku 1962 roku brał udział w zawodach na torze Autodrome de Linas-Montlhéry, jednak eksplozja tylnej opony w jego Ferrari 250 GTO spowodowała, że wypadł z toru przy prędkości ok. 160 km/h, dwukrotnie koziołkując. Zmarł w wyniku obrażeń w paryskim szpitalu Cochin.
W czasie II wojny światowej Oreillier był członkiem francuskiego ruchu oporu, a po wyzwoleniu Paryża w sierpniu 1944 roku wstąpił do armii francuskiej i walczył aż do zakończenia wojny.

## Osiągnięcia

### Igrzyska olimpijskie
| Miejsce | Dzień     | Rok  | Miejscowość  | Konkurencja | Czas biegu | Strata | Zwycięzca     |
| ------- | --------- | ---- | ------------ | ----------- | ---------- | ------ | ------------- |
| 1.      | 2 lutego  | 1948 | Sankt Moritz | Zjazd       | 2:55,0     | —      | —             |
| 1.      | 4 lutego  | 1948 | Sankt Moritz | Kombinacja  | 3,27 pkt   | —      | —             |
| 3.      | 5 lutego  | 1948 | Sankt Moritz | Slalom      | 2:10,3     | +2,5   | Edy Reinalter |
| 16.     | 15 lutego | 1952 | Oslo         | Gigant      | 2:25,0     | +10,3  | Stein Eriksen |
| 14.     | 16 lutego | 1952 | Oslo         | Zjazd       | 2:30,8     | +10,7  | Zeno Colò     |

### Mistrzostwa świata
| Miejsce | Dzień     | Rok  | Miejscowość  | Konkurencja | Czas biegu | Strata | Zwycięzca         |
| ------- | --------- | ---- | ------------ | ----------- | ---------- | ------ | ----------------- |
| 1.      | 2 lutego  | 1948 | Sankt Moritz | Zjazd       | 2:55,0     | —      | —                 |
| 1.      | 4 lutego  | 1948 | Sankt Moritz | Kombinacja  | 3,27 pkt   | —      | —                 |
| 3.      | 5 lutego  | 1948 | Sankt Moritz | Slalom      | 2:10,3     | +2,5   | Edy Reinalter     |
| 4.      | 14 lutego | 1950 | Aspen        | Gigant      | 1:54,4     | +1,4   | Zeno Colò         |
| 35.     | 16 lutego | 1950 | Aspen        | Slalom      | 2:06,4     | +13,1  | Georges Schneider |
| DSQ     | 18 lutego | 1950 | Aspen        | Zjazd       | 2:34,4     | -      | Zeno Colò         |
| 16.     | 15 lutego | 1952 | Oslo         | Gigant      | 2:25,0     | +10,3  | Stein Eriksen     |
| 14.     | 16 lutego | 1952 | Oslo         | Zjazd       | 2:30,8     | +10,7  | Zeno Colò         |